# 原臺灣三菱製紙所辦公廳舍
原臺灣三菱製紙所辦公廳舍，為位於雲林縣林內鄉的歷史建築，其最初為合資會社三菱製紙所於1911年興建的臺灣三菱製紙所辦公廳舍，戰後由寶隆紙業使用。

## 介紹

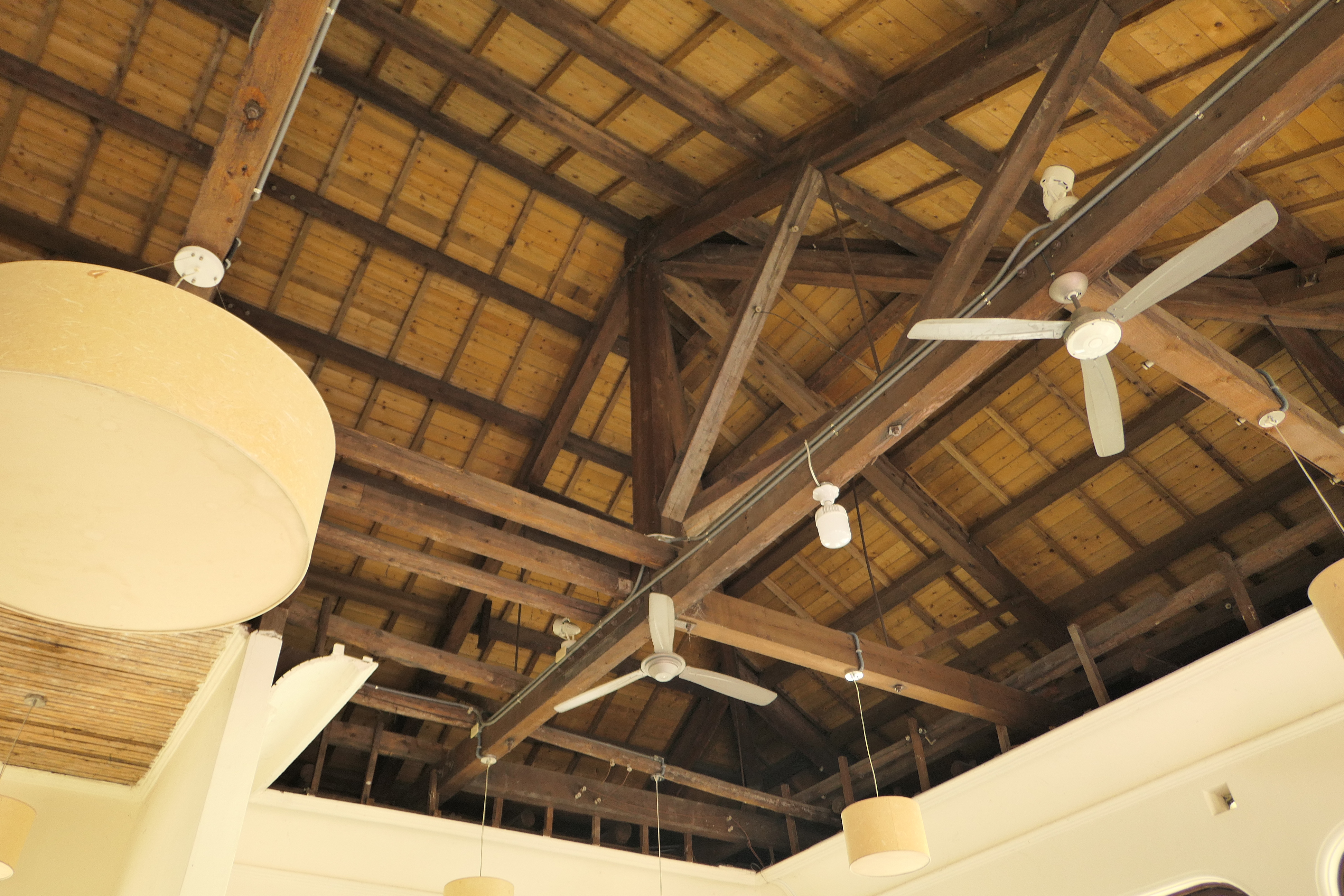
屋頂內部

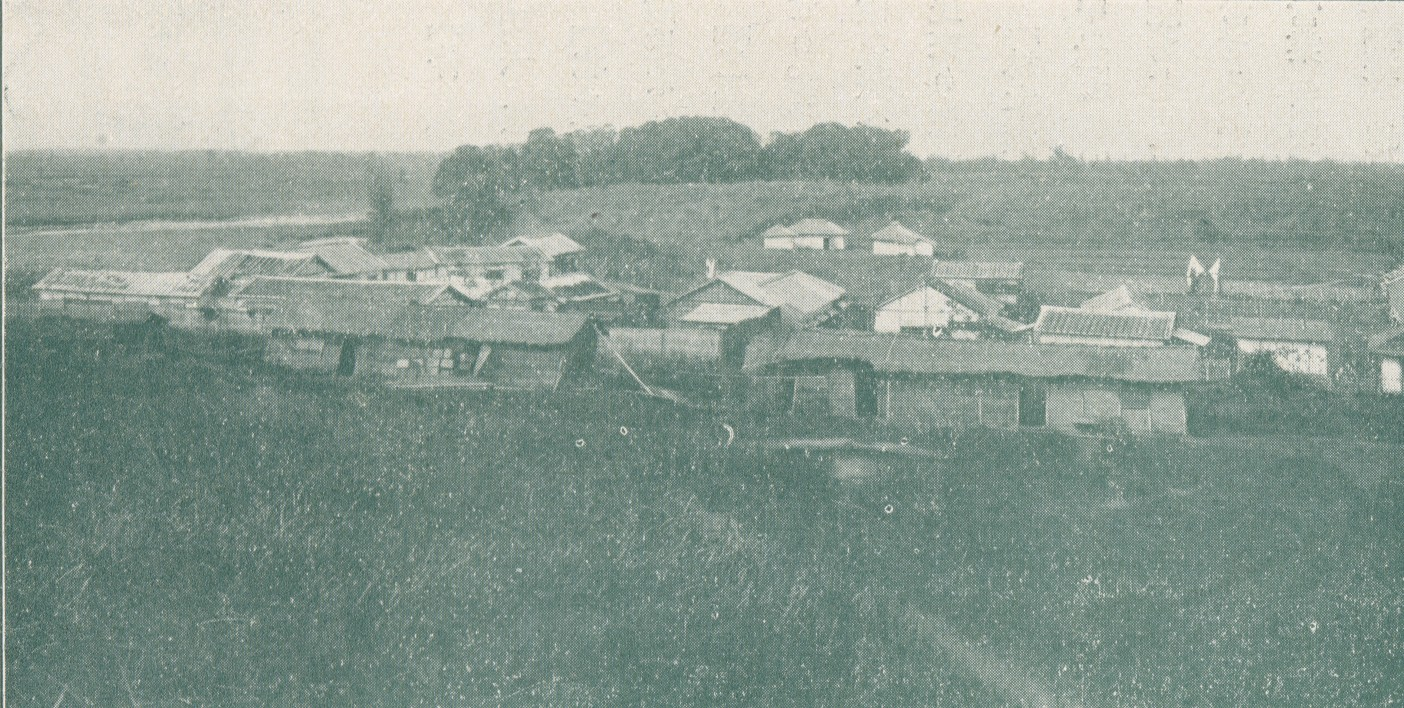
林內三菱製紙場

臺灣總督府在治臺初期，對台灣進行了各種物產調查，其中也包含製紙的調查。其發現台灣中南部的中低海拔山區有豐富的桂竹，適合製造竹紙，且在當地已有些許傳統的竹紙業加工製造。1908年，在嘉義廳和南投廳劃定了模範竹林區域，並於同年12月由合資會社三菱製紙所（本社位於日本兵庫）承租。三菱製紙所於1909年6月在嘉義廳斗六堡林內庄林內車站北側建造了製紙廠，1911年6月完工並開始營運，定名為「臺灣三菱製紙所」，以桂竹為原料生產木漿造紙，1912年4月舉行開業式。臺灣三菱製紙所在工廠內設置了輕便軌道連接至林內車站，並設有宿舍、工場、貯水池、郵局、斗六尋常高等小學校林內分教場等設施。後來由於市場反應不如預期，且製漿技術無法突破，臺灣三菱製紙所於1914年停止生產，林內尋常小學校也於1914年4月1日廢校，1916年2月臺灣三菱製紙所完全結束營運。臺灣三菱製紙所在結束營運後，其位於竹山的「三菱臺灣竹林事務所」仍然持續運作，在1932年改組為圖南產業合資會社，並將本部由竹山遷至斗六。
臺灣三菱製紙所在戰後作為寶隆紙廠辦公廳舍，2006年以「林內舊庄役場」之名稱登錄為歷史建築，2009年更名為「原臺灣三菱製紙所辦公廳舍」，計畫與相鄰的寶隆紙廠舊址一同規劃為一生態園區。

## 建築特色
屋頂為四坡水之水泥瓦屋頂，牆身為外側磚拱及內側承重磚牆。

## 其他
由於臺灣總督府強行劃定模範竹林區域，將土地收歸國有，但收歸後的土地事實上是由三菱製紙所支配，並引起當地農民不滿，遂於1912年引起了林杞埔事件（竹林事件）。其土地爭議至戰後仍持續，但由於日時已久導致產權不易辨明，臺灣省行政長官公署仍將圖南會社所有土地收歸公有。政府在後來允許民眾組成合作社向農林廳承租林地，土地爭議才暫告一段落。